# Miconia mellina
Miconia mellina är en tvåhjärtbladig växtart som beskrevs av Dc.. Miconia mellina ingår i släktet Miconia och familjen Melastomataceae. Inga underarter finns listade i Catalogue of Life.